# Glockenförmiger Becher
Bei den glockenförmigen Bechern handelt es sich um eine seltene Form im 5. bis 6. Jahrhundert verbreiteter frühmittelalterlicher Glasgefäße.

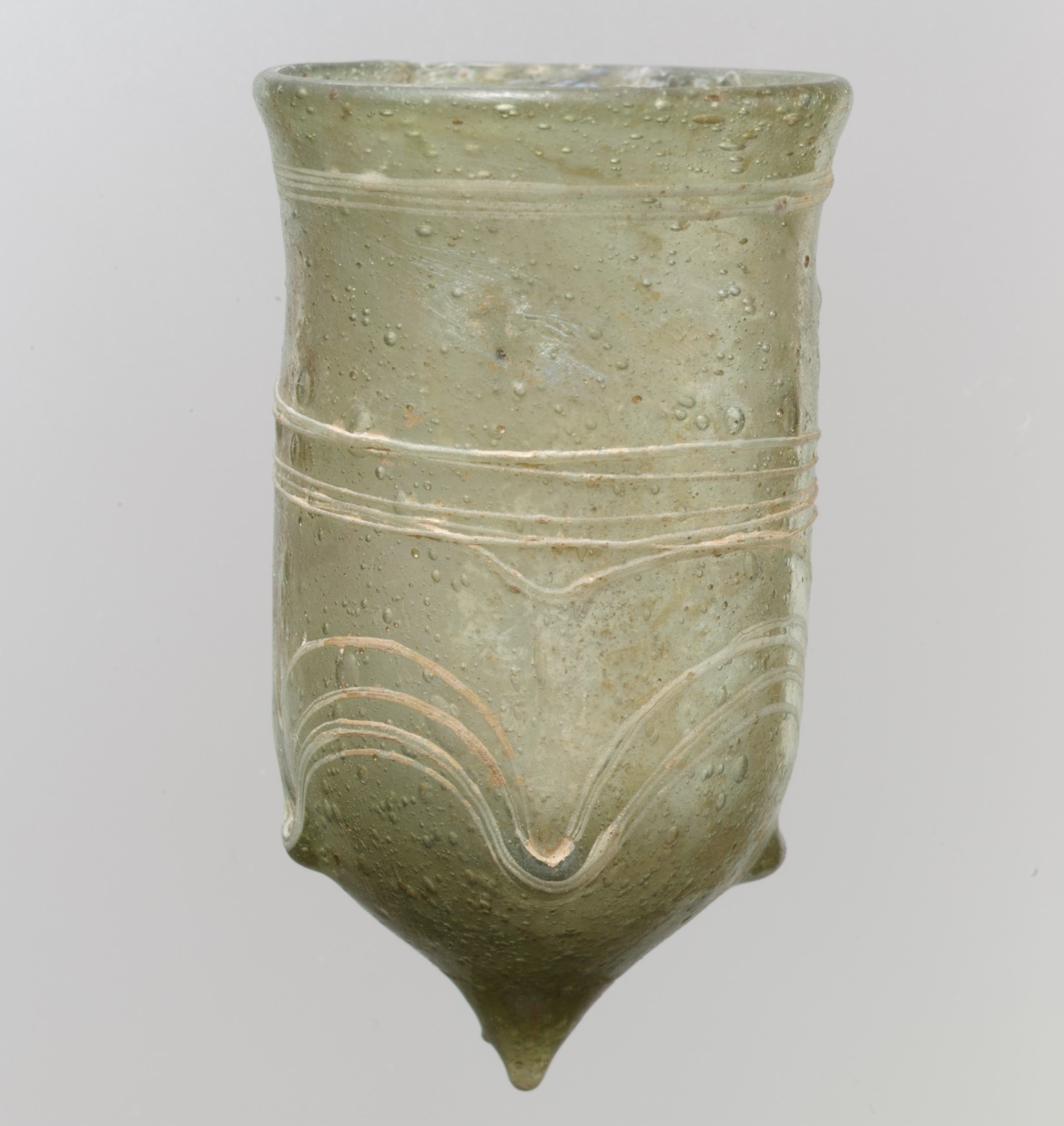
Glass Bell Beaker with White Trails MET dp30483

Sie leiten sich von den Glockenbechern ab, besitzen aber eine stärkere Einschnürung in der Bechermitte. Anstatt des Standrings verfügen sie zudem über eine kugelige Bodenspitze oder seltener einen Rundboden. Gemeinsam ist ihnen die glockenförmige Gestalt mit dem sehr weich gerundeten unteren Becherbereich.
Sie unterscheiden sich in eine längliche (Typ A) und eine breite Variante (Typ B).
Die länglichen glockenförmigen Becher gehen auf eine römische Vorform zurück und kommen bereits im 5. Jahrhundert vor. Sie sind deutlich in die Länge gezogen, haben annähernd konische Wände und große Ähnlichkeit mit den Sturzbechern, von denen sie sich jedoch durch die stärkere Profilierung und den weniger betonten Umriss unterscheiden.
Die breiten glockenförmigen Becher entwickelten sich gegen Ende des 5. Jahrhunderts aus der länglichen Variante. Sie sind durch die Einziehung der Becherwand stärker gegliedert und besitzen somit eine dem Glockenbecher ähnliche Form. Sie unterscheiden sich jedoch durch die Bodenspitze anstelle des Standrings und die leichte Einziehung der Becherwand von ihnen. Zudem sind sie häufig mit komplizierten Fadenmustern versehen.
Die glockenförmigen Becher sind, wie alle frühmittelalterlichen Gläser, meist hellgrün, gelb- oder olivgrün oder blaugrün. In der Regel handelt es sich dabei um natürliche Färbungen, die auf Verunreinigungen des zur Herstellung benötigten Quarzsandes durch Eisenoxide zurückzuführen sind. Die Farbe konnte aber auch gezielt, beispielsweise durch die Zugabe von Kupferoxiden, erreicht werden. Die Gläser sind zudem häufig und sehr stark mit Bläschen, schwarzen Rußpartikeln und Schlieren durchsetzt. Hierbei könnte es sich um eine beabsichtigte Art der Verzierung handeln.